# مجمع جازان للتغويز وإنتاج الطاقة
مجمّع جازان للتغويز وإنتاج الطاقة مشروع لانتاج الطاقة والبخار والهيدروجين، بطريقة دورة التغويز المتكاملة. يجري إنشاؤه في مدينة جازان الاقتصادية. بتكلفة 12 مليار دولار (ما يعادل 45 مليار ريال سعودي). المشروع مشترك ومملوك ويشغل لمدة 25 عاماً بين كل من شركة أرامكو السعودية للطاقة وشركة إير برودكتس وشركة أكوا باور. وستكون شركة أرامكو السعودية هي الجهة المستفيدة من المشروع.

## نظرة عامة
يتألّف مجمع جازان من محطة توليد طاقة بتقنية دورة التغويز المركبة المتكاملة ووحدة فصل هواء والمرافق المرتبطة، ويعدّ أكبر مجمع من نوعه على مستوى العالم. ويقع في مدينة جازان الاقتصادية، جنوب غرب المملكة العربية السعودية، إلى جانب مصفاة جازان.
المشروع مشترك يمتلك ويشغل وينقل المرفقَ بموجب عقد مدته 25 عاماً، وفقاً لنموذج تسليم المشروع تملك/تشغيل/نقل. وستتولى أرامكو السعودية توريد المواد الأولية التي تنتجها المصفاة، وتغويزها باستخدام الحرارة / الأكسجين الذي تولده وحدة فصل الهواء لإنتاج الهيدروجين وتوليد وقود الغاز التخليقي ليتم إشعاله في محطة توليد الكهرباء ذات الدورة المركبة لتوليد الطاقة والبخار، والتي سيتم استخدامهما في مصفاة جازان بالإضافة إلى مد الطاقة للشبكة السعودية.

## المنتجات الرئيسية
الطاقة: 3,800 ميغاواط ، البخار: 585,000 طن/ساعة، الهيدروجين: 184,000 متر مكعب عادي/ساعة.

## المساهمون
تمتلك أرامكو السعودية حصة 20 % في المشروع المشترك، فيما تمتلك شركة إير برودكتس نسبة  46%، وتمتلك شركة أكوا باور نسبة  25%، أمّا شركة إير برودكتس قدرة فتمتلك نسبة 9 % من المشروع، مع الإشارة إلى أن نسبة الملكية الإجمالية لشركة إير برودكتس في المشروع هي 50.6%، نظير امتلاكها ما نسبته 4.6% من خلال شركة إير برودكتس قدرة.
1. شركة أرامكو السعودية للطاقة (20%).
2. شركة إير برودكتس (46%).
3. شركة أكوا باور (25%).
4. شركة غاز إندستري (اير برودكتس قدرة) (9%).[2][1]